# Slavko Avsenik
Slavko Avsenik (Begunje, prop de Bled (Eslovènia), 26 de novembre de 1929 - 2 de juliol de 2015) fou un compositor i músic eslovè.
Els èxits de la seva carrera el van portar a assolir un lloc arreu del món entre els músics ètnics. Durant més de 40 anys l'Ensemble Avsenik i el so original de "Oberkrainer" es convertiren en el principal vehicle d'expressió musical ètnica d'Eslovènia, Alemanya, Àustria, Suïssa i els països del Benelux i aquest so el va trobar en el procés d'escoltar i passar pel sedàs centenars de petites orquestres i conjunts dels Alps.
L'Ensamble, conegut com a "Ansambel bratov Avsenik" o "Slavko Avsenik und seine original Oberkrainer" va actuar davant de milions de persones, incloent caps d'Estat, en la Ràdio i la TV, i en milers de concerts. Ha venut més de 30 milions de CD. Avsenik va guanyar més de trenta discs d'or dos de diamant, i un de platí. El "Johann Strauss del segle xx, Avsenik col·laborà amb el seu germà, Vilko, per a produir prop de 1.000 composicions originals i una part integrant i una part del llegat és de Cleveland-Style.
La nissaga començà el 1953 amb una banda formada a Eslovènia, en les emissions de la Ràdio eslovèna per Alemanya, Àustria, feta per un disc jockey vienès amb el programa titulat "Músics de l'Oberkrain". Creixent en popularitat, que molt aviat comença aparèixer en les emissions, films i concerts d'Alemanya Occidental.
Assolí un contracte per gravar amb Telefunken-Decca el 1960, el conjunt s'elevà meteoricament per tot Europa. Va aparèixer regularment a la TV, va fer nombroses gires, i molts enregistrants. Llurs fites foren el 1961, omplir l'Estadi de Berlín a més de 80.000 espectadors, tours pels Estats Units i el Canadà el 1970 i 1985, i una hora de TV en la xarxa alemanya el 1980.
A Eslovènia fou la banda més popular, el grup va guanyar innombrables premis entre ells vuit consecutius concursos de TV, dotze de la xarxa alemanya de TV, 18 més a Alemanya com la banda més popular, l"European Oscar 1975" de la indústria de la gravació, el premi Golden Rose Award (la més sol·licitada de la ràdio austríaca) el 1979, la placa Linhart (Eslovènia, i el "Hermann Lons"" premi del ministeri de Cultura alemany.
Els germans Avsenik i la seva banda tenen infinitat de cançons estimades i demanades contínuament però la més popular és la polka titulada "Na Golici" en eslovè, i "Trompetenecho" en alemany, "Ecos de trompeta" en català, que és el que interpreten en la majoria de les seves cançons i és l'èxit del conjunt dels germans Avsenik.
El 1992 Avsenik va lliurar les seves cançons principalment a l'Ensemble Gašperji (rebatejat "kranjci" l'octubre de 2009), que va nomenar oficialment com el conjunt successor del seu "Oberkrainer" original amb el nom de "Die Junge Original Oberkrainer". La majoria dels membres de llarga trajectòria han mort des de llavors: el trompetista Franc Košir (1930-1991), el guitarrista Leo Ponikvar (1917-1992), el clarinetista Albin Rudan (1933-2009) i el baríton i baixista Mik Soss (1929-2004) ja no són vius.
El fill d'Avsenik, Slavko Avsenik junior, és el responsable dels arranjaments de moltes peces de la banda Laibach. El seu net Sašo Avsenik va fundar el seu propi grup el 2009 a Begunje juntament amb altres sis músics a l'estil de l'Oberkrainer original i, per tant, també celebra èxits; entre altres coses, també va actuar al Musikantenstadl.
El 2 de juliol de 2015, Slavko Avsenik va morir a l'edat de 85 anys després d'una curta i greu malaltia.

## Membres del grup Slavko Avsenik i el seu Oberkrainer original
El grup va existir des de 1953 fins a principis de la dècada de 1990.
Slavko Avsenik
Slavko Avsenik va ser el cap i fundador de l'Oberkrainer Original i, juntament amb el seu germà Vilko Ovsenik, compositor de gairebé totes les melodies tocades amb el seu conjunt (excepció: melodies populars). Avsenik va tocar un acordió del Type Morino VM de Hohner durant dècades. En honor seu, Hohner produeix una sèrie especial del Morino V+ (Slavko Avsenik Retro), que té un disseny lleugerament canviat i un so especial.
Franc Košir
Franc Košir era el trompetista del grup. Com a comediant del conjunt va ser famós per títols com Franz der Maurerg'sell, Das wär schön, Auf der Idiotenwiese o die Hungerkur. A partir de mitjans de la dècada de 1980, Košir va ser substituït com a trompetista per Jože Balažic i només va ser responsable d'interludis vocals humorístics i acudits.
Nikolai ("Mik") Soss
Baixista, va tocar al principi (des de 1954-1969) amb un baríton (bohemi), que encara és comú en la música de metall avui en dia, abans de canviar a un front de campana (embut de so cap endavant) el 1970. Per a peces o valsos més lents, sovint passava al contrabaix per raons tonals.
Lleó Ponikvar
Guitarrista que va incorporar nombrosos elements jazzístics al seu estil de toc. Va donar al quintet la "empenta" necessària, aquest tipus de seguiment característic en contraplay al baríton.
Albin Rudan
Clarinetista, conegut per la seva suau conferència. Solos famosos: El vent et porta la meva cançó, la polca del clarinet i la Cançó del pastor.
Franc Koren i Ema Prodnik
Duo vocal de llarga durada. Koren va deixar el conjunt a la primera meitat de la dècada de 1970, Prodnik va treballar com a cantant fins a principis de la dècada de 1980.
Alfi Nipič, Jožica Sirca-Svete i Jožica Kališnik
Trio vocal de la dècada de 1970.
Jože Balažic
Trompetista en lloc de koširs.
Vilko Ovsenik
Vilko Ovsenik fou el germà de Slavko Avsenik, inicialment també clarinetista del conjunt, després arranjador de les composicions de Slavko.

## Premis i guardons
- * El 22 de setembre de 1990, va rebre la Medalla Hermann Löns de platí pels seus serveis.
- Slavko Avsenik va rebre amb la seva formació 31 discos d'or, un disc de platí i un disc de diamant i va vendre més de 31 milions de discos.[4]
- El Llibre Guinness dels Rècords va dedicar una entrada al grup el 1987.[5]
- Inclusió de 1979 a Who's Who[6]
- 1983 Atorgat amb la "Estrella de Plata" per serveis especials a l'aleshores república d'Eslovènia[6]
- 1999 Ordre de Bronze de la Llibertat de la República d'Eslovènia
- 2010 Lliurament de l'Honor de l'Estat d'Estíria[7]

## Enregistraments i discogràfiques
De 1968 a 1987 tots els enregistraments d'Eberhard Sengpiel es van fer a Ljubljana per a Teldec.
A partir de 1986 el grup de música va signar exclusivament amb Koch Records. Després que el grup es va separar, es va publicar un CD a Eastwest Records per commemorar el 70è aniversari de Slavko.

## Àlbums
- Goldene Klänge aus Oberkrain (Telefunken, 1971) (alemany))[8]
- Goldene Klänge aus Oberkrain II (Telefunken, 1973)
- Jägerlatein in Oberkrain (Telefunken, 1974)
- Jägerlatein in Oberkrain (London International, 1974)
- Es ist so schön ein Musikant zu sein (2xLP, Telefunken, 1974)
- 16 Welterfolge (Telefunken, 1975)
- Mit Musik und guter Laune (2xLP, Telefunken, 1975)
- Seine Musik begeistert Millionen (1975)(alemany))[8]
- Sonntagskonzert (Telefunken, 1975)
- Lustig und fidel (Telefunken, 1978)
- He! Slavko! Spiel uns eins! (Telefunken, 1978)
- Ein Feuerwerk der Musik (Koch Records, 1986)
- Wir bleiben gute Freunde (Koch Records, 1990)
- Es ist so schön ein Musikant zu sein (Virgin, 1990)
- Polkafest in Oberkrain (CD, Koch Records, 1997)
- Am schönsten ist’s zu Haus
- Auf silbernen Spuren (Royal Sound)
- Stelldichein in Oberkrain (Telefunken)
- Daheim in Oberkrain (Telefunken)
- Die 20 Besten (cass)
- Ein Abend mit Slavko Avsenik und seinen Original Oberkrainern (Telefunken)
- Mit Polka und Waltzer durch die Welt (Telefunken)
- Im schönen Oberkrain (Telefunken, Deutscher Schallplattenclub)
- Die Oberkrainer spielen auf (10″, Telefunken)

## Títols coneguts
- 1954: Trompetenecho (Polka, für Quartett- und Quintett-Besetzung), An der Sava (Walzer), Auf der Almhütte (Polka), Bauernkirmes (Walzer), Enzian-Walzer (Walzer), Fröhlicher Kehraus (Polka), Gartenfest (Polka), In den Bergen (Polka), Lustige Hochzeit (Polka), Slowenischer Bauerntanz (Polka), Unter der Linde (Walzer), Wieder zu Haus (Polka), Winzertanz (Polka) usw.
- 1955: Auf dem Leiterwagen (Polka), Auf sonnigen Wiesen (Walzer), Die lustigen Oberkrainer (Polka), Die verliebte Sennerin (Walzer), Dorfpolka (Polka), Edelweiß-Polka (Polka), Feierabend (Polka), Resi (Walzer), Sirenen-Polka (Polka), Tanz beim Dorfwirt (Polka), Über Berg und Tal (Polka) usw.
- 1956: Erinnerung (Walzer), Auf dem Tanzboden (Walzer), Gruß an Innsbruck (Polka), Gute Laune (Polka), Das schöne Land Krain (Walzer), Wies früher war (Walzer) usw.
- 1957: Sehnsucht nach den Bergen (Walzer), Ohne Sorgen (Polka), Im Wirtshaus an der Drau (Polka), Gruß vom Gipfel (Walzer), Frühling in den Bergen (Polka), Axamer-Polka (Polka), Sitzen wir froh beim Wein (Walzer), Wir sind ja immer lustig (Polka) usw.
- 1958: Feuerwehr-Polka (Polka), Kirmes-Polka (Polka), Klarinetten-Polka (Polka), Räder rollen, Peitschen knallen (Polka), Zwei alte Leute (Walzer), Für dich allein (Walzer) usw.
- 1959: Alpenecho (Walzer), Auf meiner Harmonika (Walzer), Dachstein-Polka (Polka), Die Dorfschöne (Walzer), Die Oberkrainer kommen (Polka), Heimwärts (Polka), In luftiger Höh (Walzer) usw.
- 1960: Gute alte Zeit (Polka), Frühlingsträume (Walzer)
- 1961: Glocken der Heimat (Walzer), Herbstwalzer (Walzer), Ich pfeif auf dich (Walzer), Mein Heimatland (Walzer), Wandern, o wandern (Walzer), Wiegenlied (Walzer) usw.
- 1962: Abschied (Walzer), Denk mal an mich (Walzer), Du lieber Dorfschmied (Walzer), Mein Schatz leb wohl (Polka), Mondschein-Walzer (Walzer), Nach der Treibjagd (Polka) usw.
- 1963: Hirtenlied (Walzer), Gruß an Steibis (Walzer), Liebes Mädchen komm (Polka), Tiroler-Ländler (Ländler), Wenn hell die Sonne lacht (Walzer) usw.
- 1964: Das Katerlied (Walzer), Der verliebte Trompeter (Walzer), Die kleine Eisenbahn (Polka), Ihr Berge der Heimat (Polka), Im Föhnwind (Polka), Tante Mizzi (Polka), Mondnacht an der Adria (Walzer), Trachtenfest (Polka), Unterm Regenschirm (Walzer)
- 1965: Auf der Sesselbahn (Polka), Birken im Wind (Walzer), In den Sternen stehts geschrieben (Polka), Ja, ja, ja, das ist lustig (Walzer), Mutterlied (Walzer) usw.
- 1966: Leise rauscht das Meer (Walzer), Träumendes Mädchen (Walzer)
- 1967: Stelldichein in Oberkrain (Polka), Die Glocken von St. Veit (Walzer), Wo die alte Mühle steht (Walzer)
- 1968: Matterhorn-Marsch (Marsch), Der Wind bringt dir mein Lied (Walzer)
- 1969: Jägerlatein (Polka), Mein Schatz, das ist ein Jägersmann (Polka), Jäger-Trophäen (Polka), Das Jodellied aus Oberkrain (Polka), Beim Dämmerschoppen (Walzer), Hinterm Hühnerstall (Walzer)
- 1970: Goldene Oberkrainerklänge (Polka), Die Liebe in den Bergen (Walzer), Mein Skilehrer (Walzer), Auf silbernen Spuren (Walzer), Am Wasserfall (Walzer), Glück im Schwarzwald (Polka), Auf der Idiotenwiese (Walzer), Die Hungerkur (Polka), Schlittenglocken (Polka), Lena, Lina, Luise (Walzer), Heimatabend in Planica (Walzer), Auf der Autobahn (Polka), Großglocknerblick (Polka), Lebwohl mein Schatz (Walzer), Windmühlen-Walzer (Walzer), Schönes Schwyzerland (Polka), Wecker-Polka (Polka)
- 1971: Fahrt über den Arlberg (Polka), Glückliche Stunden am Rhein (Walzer), Miss Kaktus (Polka), Im Schweizer Hochland (Polka), Schau mit mir zurück in die Vergangenheit (Walzer), Mit Polka und Walzer um die Welt (Polka), Amerika-Reise (Polka), Das Försterhaus im Taunus (Walzer), Am Wendelstein (Walzer), Dunkle Wälder (Walzer)
- 1972: Das ganze Dorf ist auf den Beinen (Polka), Hochzeits-Marsch (Marsch), Festtag im Dorf (Polka), Zu jedem Feste wünschen wir das Beste (Polka), Nikolaus kommt (Polka), Viel Glück im neuen Jahr (Polka), Sterne der heiligen Nacht (Walzer), Silvester-Abend (Polka), Osterglocken (Walzer), Weiße Segel – blaue Seen (Walzer), Lipizzaner Reitermarsch (Marsch), Einzug der Nationen (Marschpolka), Franz der Favorit (Polka), Mein München, ich sag ade (Walzer), Leicht beschwipst (Polka)
- 1973: Slowenien (Walzer), Franz, der Maurergsell (Polka), Rundherum um Salzburg (Polka), Bootsfahrt auf dem Möhne-See (Polka), Freunde, wir bleiben Freunde (Polka)
- 1974: Es ist so schön, ein Musikant zu sein (Polka), Die Jugendzeit geht schnell vorbei (Walzer), Der flotte Trompeter (Polka), Am Kamin (Walzer), Morgenstern am Horizont (Walzer), Nacht an der Limmat (Polka), Katharin (Walzer), Träumende Klarinette (Walzer), Weit hinter schneeweißen Bergen (Walzer), Keine Musik ohne Bombardon (Polka), Die allerschönste Jahreszeit (Polka)
- 1975: Silbergraue Nebel (Walzer), Mit Musik und guter Laune (Polka), So schön ist die Welt (Walzer), Blick übern Zaun (Polka), Festzug-Polka (Polka), Am Vierwaldstätter See (Polka), Heut’ feiern wir (Walzer), Zauber der Julischen Alpen (Walzer), Im schönen Tirolerland (Im Städtchen Fieberbrunn) (Polka), Pokal-Polka (Der Fieberbrunner Skilehrer) (Polka), Die ganze Welt ist voll Musik (Polka), Ferien auf dem Bauernhof (Walzer)
- Weitere bekannte Titel: Ich hör so gern Harmonika, Heimatträume, Überall sind wir zuhaus, Schön seid ihr, ihr Karawanken, Das Echolied der Dolomiten, Franz der Siebengscheite, Auf gehts Polkatanz, Die Liebe in den Bergen, Für meine besten Freunde, Beim Dämmerschoppen (Slowenischer Wein), Träumende Klarinette, He! Slavko, spiel uns eins!, Seerosenwalzer, Martin-Polka, Weckerpolka usw.